# Country rap
Country-rap é um subgênero da música popular fundindo a música country com o estilo de hip hop, tendo sido criado há aproximadamente 20 anos. O estilo também é conhecido como hick-hop, hill hop, hip hopry e country hop-hop.
Entre seus principais artistas estão Ryan Upchurch, Adam Calhoun, Struggle Jennings, The Lacs, Demun Jones, Who TF is Justin Time, Boondox, Bubba Sparxxx, Cowboy Troy, Nappy Roots e Colt Ford.
Chuck Eddy, jornalista musical estadunidense, traçou no livro The Accidental Evolution of Rock 'n' Roll que o gênero se aproxima de Woody Guthrie.